# 美国人文主义协会
美国人文主义协会（American Humanist Association；AHA）是美国的一个倡导世俗人文主义的非营利组织，成立于1941年。它为维护世俗和宗教少数群体的宪法权利提供法律援助、就政教分离等问题游说美国国会，也组成了数百个地方分支机构。
1952年，它成为荷兰阿姆斯特丹国际人文主义与伦理联盟的创始成员。